# Logelheim
Logelheim är en kommun i departementet Haut-Rhin i regionen Grand Est (tidigare regionen Alsace) i nordöstra Frankrike. Kommunen ligger i kantonen Neuf-Brisach som tillhör arrondissementet Colmar. År 2022 hade Logelheim 950 invånare.

## Befolkningsutveckling
Antalet invånare i kommunen Logelheim
| Referens: INSEE |